# Andrzej Knap (generał)
Andrzej Knap (ur. 21 listopada 1963 w Józefowie) – żołnierz, generał brygady SZ RP.

## Wykształcenie
W 1982 r. jako podchorąży rozpoczął studia w Wyższej Szkole Oficerskiej Wojsk Zmechanizowanych we Wrocławiu, którą ukończył w 1986 r.
Odbył szkolenia w Szkole Wojennej USA w Fort Benning (kursy Ranger, Pathfinder, Jumpmaster).
W latach 1996–1998 studiował w Akademii Obrony Narodowej w Rembertowie.
W 1998 r. podjął Podyplomowe Studia Bezpieczeństwa Narodowego na Uniwersytecie Warszawskim, które ukończył w 1999 roku.
W latach 2001–2002 studiował Podyplomowych Studiów Operacyjno-Strategicznych w Akademii Wojennej USA (US Army War College). Biegle włada językiem angielskim.

## Służba wojskowa
Pierwsze stanowisko – dowódcy plutonu – objął w 48 Kompanii Specjalnej. W 1991 r. dowodził kompanią szturmową w 16 Batalionie Powietrznodesantowym w Krakowie. W latach 1992–1993 dowodził kompanią piechoty podczas misji pokojowej UNPROFOR w Chorwacji. W latach 1993–1995 dowodził 48 Kompanią Specjalną Warszawskiego Okręgu Wojskowego. W okresie 1995–1996 był oficerem sztabu 6 Brygady Desantowo-Szturmowej w Krakowie. W 1998 r., po ukończeniu Akademii Obrony Narodowej objął stanowisko zastępcy Szefa Wydziału Operacyjnego Sztabu 6 BDSz w Krakowie. W 1999 r. został szefem sztabu 18 Batalionu Desantowo-Szturmowego w Bielsku-Białej. W latach 1999–2000 służył na operacji wojskowej w Bośni i Hercegowinie. Początkowo na stanowisku zastępcy dowódcy PJW SFOR, a następnie szefa sztabu-zastępcy dowódcy Nordycko-Polskiej Grupy Bojowej i dowódcy Polskiego Kontyngentu Wojskowego w BiH w SFOR. W latach 2000–2002 Dowódca 16 Batalionem Powietrznodesantowym w 6 BDSz. W latach 2002–2004 był szefem sztabu 6 BDSz. W 2004 roku został wyznaczony do udziału w Operacji Irackiej SZ RP, gdzie pełnił służbę jako szef sztabu 1 Brygadowej Grupy Bojowej Polskiego Kontyngentu Wojskowego w Iraku. W okresie 2005–2007 pełnił służbę na stanowisku zastępcy dowódcy 25 Brygady Kawalerii Powietrznej w Tomaszowie Mazowieckim. W 2007 roku objął stanowisko szefa sztabu 2 Korpusu Zmechanizowanego w Krakowie. W okresie 2008–2010 był dowódcą 6 Brygady Desantowo-Szturmowej. W 2010 roku został zastępcą dowódcy 2 Korpusu Zmechanizowanego w Krakowie. Do lipca 2013 r. pełnił obowiązki zastępcy dowódcy ds. Koalicyjnych Dowództwa Regionu Wschodniego ISAF. 26 lipca 2013 roku przyjął obowiązki dowódcy 2 Korpusu Zmechanizowanego w Krakowie.

## Awanse
- podporucznik – 1986
- generał brygady – 2007[4]

## Odznaczenia
- Brązowy Krzyż Zasługi – 2000[5]
- Wojskowy Krzyż Zasługi z Mieczami – 2008[6]
- Brązowy Medal „Siły Zbrojne w Służbie Ojczyzny”
- Srebrny Medal „Za zasługi dla obronności kraju”
- Brązowy Medal „Za zasługi dla obronności kraju”
- Odznaka Instruktora Spadochronowego Wojsk Powietrznodesantowych
- Odznaka pamiątkowa 6 BDSz – ex officio jako dowódcy, 2008
- Medal „Za Zasługi dla Stowarzyszenia Kombatantów Misji Pokojowych ONZ” – 2011[7]
- Legionnaire Legii Zasługi – Stany Zjednoczone, 2013/14[8]
- Medal NATO za służbę w byłej Jugosławii
- Medal ONZ w Służbie Pokoju za misję pokojową UNPROFOR
- Medal Pamiątkowy Wielonarodowej Dywizji Centrum-Południe w Iraku